# Skok (film 2007)
Skok (ang. Jump!) – brytyjsko-austriacki film fabularny z 2007 roku.

## Fabuła
Rok 1928. Pochodzący z Rygi żydowski dentysta Morduch Halsman wybiera się ze swoim 22-letnim synem Philippem na wycieczkę do Austrii. Podczas górskiej wędrówki ginie w tajemniczych okolicznościach. Jego syn twierdzi, że był to nieszczęśliwy wypadek. Mimo tego zostaje postawiony przed sądem i oskarżony o morderstwo. Proces nie jest uczciwy, na niekorzyść Philippe’a działa jego żydowskie pochodzenie. Zostaje uznany za winnego i skazany na 10 lat więzienia.

## Obsada
- Patrick Swayze jako Richard Pressburger
- Heinz Hoenig jako Morduch Halsman
- Martine McCutcheon jako Liuba Halsman
- Ben Silverstone jako Philippe Halsman
- Richard Johnson (aktor) jako Sędzie Larcher